# Маточкин Шар
Протокът Маточкин Шар (на руски: Маточкин Шар) е проток между Северния и Южния остров на архипелага Нова Земя, съединяващ Баренцово море на запад с Карско море на изток. Дължина около 100 km, ширина в най-тясната си част 0,6 km, дълбочина около 12 m. Административно е на територията на Архангелска област в Русия. Бреговете му са високи, на места стръмни. Голяма част от годината е покрит с ледове. За първи път протокът е изследван и първично картиран от руския полярен изследовател Фьодор Розмислов. След това е многократно преминаван и описван, но най-подробно е изследван и топографски заснет от руския топограф Григорий Иванович Поспелов, участник в експедицията на руския геолог и полярен изследовател Владимир Русанов през 1907 г.

## Топографска карта
- Лист от карта S-40-XIX,XX Северный. Мащаб: 1 : 200 000. Указать дату выпуска/состояния местности.
- Лист от карта S-40-XXV,XXVI зим. Пахтусова. Мащаб: 1 : 200 000. Указать дату выпуска/состояния местности.
- Лист от карта S-40-XXVII,XXVIII м. Выходной. Мащаб: 1 : 200 000. Указать дату выпуска/состояния местности.